# Rachecourt-sur-Marne
Rachecourt-sur-Marne – miejscowość i gmina we Francji, w regionie Grand Est, w departamencie Górna Marna.
Według danych na rok 1990 gminę zamieszkiwało 838 osób, a gęstość zaludnienia wynosiła 148 osób/km².